# Sebastian Berwick
Sebastian Berwick (Brisbane, Queensland, 15 de dezembro de 1999) é um ciclista profissional australiano, membro da equipa Israel-Premier Tech.

## Biografia
A princípios de 2020 converteu-se em subcampeão australiano em estrada sub-23 em Buninyong . Pouco depois, obteve o segundo posto do Herald Sun Tour, contra vários escaladores do World Tour como Jai Hindley ou Damien Howson. Nesse mês, assinou um contrato de três anos (a partir de 2021) com a equipa UCI WorldTeam Israel Start-Up Nation.
Em junho de 2022 abandonou à sexta etapa da Volta à Suíça por dar positivo por COVID-19 .

## Palmarés
- Ainda não tem conseguido vitórias como profissional.

## Resultados em Grandes Voltas e Campeonatos do Mundo
| Corrida            | Corrida            | 2019 | 2020 | 2021  | 2022 | 2023 |
| ------------------ | ------------------ | ---- | ---- | ----- | ---- | ---- |
|                    | Giro d'Italia      | —    | —    | —     | —    | 71.º |
|                    | Tour de France     | —    | —    | —     | —    | —    |
|                    | Volta a Espanha    | —    | —    | 135.º | —    | —    |
| Mundial em Estrada | Mundial em Estrada | —    | —    | —     | —    | —    |

—: não participa

Ab.: abandono

## Equipas
- St. George Continental Cycling Team (2019-2020)
- Israel (2021-)
  - Israel Start-Up Nation (2021)
  - Israel-Premier Tech (2022-)